# Закари Тейлър
Закари Тейлър (на английски: Zachary Taylor) е 12-ият (4 март 1849 – 9 юли 1850) президент на САЩ. Наричан е често „Стар, корав и бърз“. Известен е със своята успешна военна дейност, като той е първият президент, който преди това не е бил назначаван на обществени длъжности. Той е вторият президент на САЩ, който умира по време на президентския си мандат.

## Биография
Тейлър е роден в семейството на Ричард Тейлър и Сара Стротър в Барбърсвил в щата Вирджиния, макар че семейството му е с благородно потекло. Семейството му и самият той се местят да живеят в Кентъки, когато Закари е още бебе. Тейлър израства там, в плантация, и става известен като „Малкия Зак“. Тейлър и Маргарет се срещат в началото на 1810 година и се женят на 21 юни 1812 година, имат един син и пет дъщери, две от които умират като бебета.
Служи в армията от 1808 г. и е назначен за първи лейтенант. Скоро след това е преместен на запад в индианските територии, където поема Форт Харисън. По време на войната от 1812 година (1812 – 1815) той се изявява като отличен командир. Тейлър е висок 173 см и тежи 77 кг, има дълги ръце, къси набити крака и широк торс. Смятало се е, че за да се качи на коня си Тейлър е трябвало да бъде бутан от своите помощници.
Участва във Войната на Черния ястреб от 1832 г. и във Втората семинолска война (1835 – 1842). По време на Семинолската война, след битката при езерото Окичоби, получава прякора „Стар, корав и бърз“.
Президентът Джеймс К. Полк изпраща армия под негово ръководство в Рио Гранде през 1846 г. Когато мексиканците атакуват войниците на Тейлър, той ги разбива, макар че те са 4 пъти повече. Полк по-късно обявява война, като в последвалата Мексиканско-американска война Тейлър извоюва няколко важни победи в Монтерей и Буена Виста, които го правят национален герой.
Президентът Полк оставя Тейлър в Северно Мексико, обезпокоен от неофициалните методи на командване на Тейлър и от обвързаността му с партията на вигите. Изпраща експедиция начело с ген. Уинфилд Скот с цел пленяване на град Мексико. Раздразненият Тейлър изказва мнение, че „войната при Буена Виста отвори пътя към град Мексико и замъците Монтезума, където други може да се веселят.“

## Президентски мандат
Номиниран е от вигите за президент през 1848 г., въпреки че преди това дори не е гласувал. Неговите непринуденост и връзка с обикновените хора са политически ценности, като дългата му военна кариера би допаднала на хората от Севера, а това че притежава роби би допаднала на хората от Юга. Освен това не се е занимавал с въпроси с остра проблематика. Той се състезава с Люис Кас от Демократическата партия, който поддържа тезата, че жителите в териториите трябва сами да решат дали искат робовладелството като робовладелците и Кас защитават тезата за „суверенитета на незаконно настанилите се хора“. В отговор на това северняци формират Свободната партия на земята, чиято основна програма е против разширяването на робовладелството в нови територии. Те номиниран за президент Мартин Ван Бурен, като, при изключително оспорваните избори, Свободната партия на земята успява да отклони достатъчно гласове от Кас, за да бъде избран Тейлър.
За Тейлър вече има „бележка под черта“ в президентската история, дори и преди да е почнал мандата му. Дата на встъпването му в длъжност е насрочена традиционно за 4 март 1849 г., но се оказва неделя и Тейлър отказва да се закълне, като изчаква следващия ден, отлагане на клетвата има и за вицепрезидента, като по този начин държавата от техническа гледна точка, няма президентска власт за един ден. Всички конституционалисти отхвърлят тезата, че Дейвид Райс Аткинсън, който е тогавашният посочен от Сената President pro tempore (заместващ президент), е станал действащ президент за един ден, основното становище е, че независимо кога е положена клетвата, президентският мандат почва по пладне на 4 март.
Тейлър е привърженик на принципите на вигите за силна държавност, но едновременно с това не се превръща в марионетка на лидерите от партията. Той действа с мисълта, че е над партиите и политиката. Разрошен, както е било обичайно за него, той командва администрацията си със същите методи и средства, които е използвал във войната с индианците.
По времето на мандата на Тейлър се организира структурата и начина на действие на Департамента за земята и държавната собственост („United States Department of the Interior“), макар че справедливостта изисква да се посочи, че президентът Полк е този, който подписва указ за неговото създаване.
Традиционно населението не е можело да реши дали иска или не робството, когато е приемало щатските конституции. Във връзка с това, за да прекрати споровете по този въпрос, Тейлър настоява заселниците в Ню Мексико и Калифорния да изготвят конституция и да поискат обособяването в щати, като избегнат дебатите на местно ниво.
Южняците са изключително недоволни, тъй като никоя от двете конституции очевидно не предвижда възможност за робство, членовете на Конгреса също не са съгласни, защото според тях президентът отнема техните законотворческите прерогативи. Решението на Тейлър игнорира няколко допълнително наболели проблема – неодобрението на северняците по повод действието на робски пазар в окръг Колумбия от една страна и от друга страна южняците настояват за по-стриктни закони за бягството на роби.
През февруари 1850 провежда бурна конференция с лидерите на Юга, които го заплашват с отделяне. Той им казва, че ако е необходимо ще приложи сила за спазването на законите и лично ще води арията. Личностите „които бъдат заловени в бунт срещу Съюза ще бъдат обесени … с по-малко неохота от тази, който е имал, когато е бесил дезертьори и шпиони в Мексико“.
След участие в церемония на изключително горещия 4 юли 1850 година пред монумента „Вашингтон“, Тейлър се разболява от тежко стомашно разстройство, а по-късно му е поставена диагноза холера. Той умира 5 дни по-късно, след като е прекарал само 16 месеца в офиса. Погребан е в Луисвил, Кентъки. Тейлър е наследен на поста от своя вицепрезидент Милърд Филмор.
Причината за смъртта на Тейлър дълго време е била обсъждана и неговите останки са ексхумирани в началото на деветдесетте години и са подложени на обстоен анализ поради съмнение за отравяне с арсеник. Някой изследователи все още твърдят, че причината за смъртта остава неизвестна, при все че в медиите се говори друго. Учените изследват коса и нокти на Тейлър и установяват нива на арсеник, които са високи, но не и смъртоносни, но „симптомите, който той показва и бързината на смъртта напълно съвпадат с остро отравяне с арсеник.“. Тейлър е ял голямо количество замразено мляко и череши през горещия ден, който е предхождал болестта му, като една от тези две храни може би е била отровена и всичко това води до известната легенда, според която комбинацията от мляко и череши е отровна.
Синът на Тейлър – Ричърд, става генерал-лейтенант от Конфедерацията, докато неговата дъщеря Сара Нокс Тейлър се омъжва за Джеферсън Дейвис. Братът на Тейлър, Джозеф Панил Тейлър, е бригаден генерал от Великата армия на Републиката по време на Гражданската война.